# 19e législature de la Saskatchewan
La 19e législature de la Saskatchewan est élue lors des élections générales de juin 1975. L'Assemblée siège du 12 novembre 1975 au 19 septembre 1978. Le Nouveau Parti démocratique est au pouvoir avec Allan Blakeney à titre de Premier ministre.
Le rôle de chef de l'opposition officielle est assumé par David Steuart du Parti libéral jusqu'à son remplacement par Ted Malone (en) en 1976.
John Edward Brockelbank sert comme président de l'Assemblée durant la législature.

## Membres du Parlement
Les membres du Parlement suivants sont élus à la suite de l'élection de 1978 :
|  | Circonscription électorale | Membre                            | Parti                     |
|  | -------------------------- | --------------------------------- | ------------------------- |
|  | Arm River                  | Gerald Muirhead                   | Progressiste-conservateur |
|  | Assiniboia-Gravelbourg     | Allen Willard Engel               | Néo-démocrate             |
|  | Athabasca                  | Frederick John Thompson           | Néo-démocrate             |
|  | Bengough-Milestone         | Robert Hugh Pickering             | Progressiste-conservateur |
|  | Biggar                     | Elwood Lorrie Cowley              | Néo-démocrate             |
|  | Canora                     | Al Matsalla                       | Néo-démocrate             |
|  | Cumberland                 | Norman H. MacAuley                | Néo-démocrate             |
|  | Cut Knife-Lloydminster     | Robert Gavin Long                 | Néo-démocrate             |
|  | Estevan                    | Robert Austin Larter              | Progressiste-conservateur |
|  | Humboldt                   | Edwin Laurence Tchorzewski        | Néo-démocrate             |
|  | Indian Head-Wolseley       | Douglas Graham Taylor             | Progressiste-conservateur |
|  | Kelsey-Tisdale             | John Rissler Messer               | Néo-démocrate             |
|  | Kelvington-Wadena          | Neil Erland Byers                 | Néo-démocrate             |
|  | Kindersley                 | Robert Lynal Andrew               | Progressiste-conservateur |
|  | Kinistino                  | Donald William Cody               | Néo-démocrate             |
|  | Last Mountain-Touchwood    | Gordon S. MacMurchy               | Néo-démocrate             |
|  | Maple Creek                | Joan Duncan                       | Progressiste-conservateur |
|  | Meadow Lake                | George Malcolm McLeod             | Progressiste-conservateur |
|  | Melfort                    | Norman Vickar                     | Néo-démocrate             |
|  | Melville                   | John Russell Kowalchuk            | Néo-démocrate             |
|  | Moose Jaw North            | John Leroy Skoberg                | Néo-démocrate             |
|  | Moose Jaw South            | Gordon Taylor Snyder              | Néo-démocrate             |
|  | Moosomin                   | Larry Birkbeck                    | Progressiste-conservateur |
|  | Morse                      | Reginald John Gross               | Néo-démocrate             |
|  | Nipawin                    | Richard Lee Collver               | Progressiste-conservateur |
|  | Pelly                      | Norm Lusney                       | Néo-démocrate             |
|  | Prince Albert              | Mike Feschuk                      | Néo-démocrate             |
|  | Prince Albert-Duck Lake    | Jerome Hammersmith                | Néo-démocrate             |
|  | Qu'Appelle                 | John Gary Lane                    | Progressiste-conservateur |
|  | Quill Lakes                | Murray James Koskie               | Néo-démocrate             |
|  | Redberry                   | Dennis Banda                      | Néo-démocrate             |
|  | Regina Centre              | Edward Blain Shillington          | Néo-démocrate             |
|  | Regina Elphinstone         | Allan Emrys Blakeney              | Néo-démocrate             |
|  | Regina Lakeview            | Douglas Francis McArthur          | Néo-démocrate             |
|  | Regina North East          | Walter Smishek                    | Néo-démocrate             |
|  | Regina North West          | Edward Charles Whelan             | Néo-démocrate             |
|  | Regina Rosemont            | Bill Allen                        | Néo-démocrate             |
|  | Regina South               | Paul Emile Rousseau               | Progressiste-conservateur |
|  | Regina Victoria            | Henry Harold Peter Baker          | Néo-démocrate             |
|  | Regina Wascana             | Clinton Oliver White              | Néo-démocrate             |
|  | Rosetown-Elrose            | Herbert Swan                      | Progressiste-conservateur |
|  | Rosthern                   | Ralph Katzman                     | Progressiste-conservateur |
|  | Saltcoats                  | Ed Kaeding                        | Néo-démocrate             |
|  | Saskatoon Buena Vista      | Herman Rolfes                     | Néo-démocrate             |
|  | Saskatoon Centre           | Paul Peter Mostoway               | Néo-démocrate             |
|  | Saskatoon Eastview         | Bernard John Poniatowski          | Néo-démocrate             |
|  | Saskatoon Mayfair          | Beverly Milton Dyck               | Néo-démocrate             |
|  | Saskatoon Nutana           | Wesley Albert Robbins             | Néo-démocrate             |
|  | Saskatoon Riversdale       | Roy John Romanow                  | Néo-démocrate             |
|  | Saskatoon Sutherland       | Peter W. Prebble                  | Néo-démocrate             |
|  | Saskatoon Westmount        | John Edward Brockelbank           | Néo-démocrate             |
|  | Shaunavon                  | Dwain Matthew Lingenfelter        | Néo-démocrate             |
|  | Shellbrook                 | George Reginald Anderson Bowerman | Néo-démocrate             |
|  | Souris-Cannington          | Eric Arthur Berntson              | Progressiste-conservateur |
|  | Swift Current              | Dennis Marvin Ham                 | Progressiste-conservateur |
|  | The Battlefords            | Eiling Kramer                     | Néo-démocrate             |
|  | Thunder Creek              | Wilbert Colin Thatcher            | Progressiste-conservateur |
|  | Turtleford                 | Lloyd Emmett Johnson              | Néo-démocrate             |
|  | Weyburn                    | James Auburn Pepper               | Néo-démocrate             |
|  | Wilkie                     | James William Arthur Garner       | Progressiste-conservateur |
|  | Yorkton                    | Randall Neil Nelson               | Néo-démocrate             |

Notes

## Représentation
| Parti                    | Parti                      | Membres |
|                          | Nouveau Parti démocratique | 44      |
|                          | Progressiste-conservateur  | 17      |
| Total                    | Total                      | 61      |
| Gouvernement majoritaire | Gouvernement majoritaire   | 27      |

Notes

## Élections partielles
Des élections partielles peuvent être tenues pour remplacer un membre pour diverses raisons :
| Circonscription   | Député élu         | Parti                     | Date de scrutin  | Motif                                      |
| ----------------- | ------------------ | ------------------------- | ---------------- | ------------------------------------------ |
| Regina North West | John Lewis Solomon | Néo-démocrate             | 17 octobre 1979  | EC Whelan se retire de la vie politique    |
| Estevan           | John Otho Chapman  | Néo-démocrate             | 26 novembre 1980 | RA Larter démissionne pour raison de santé |
| Kelsey-Tisdale    | Neal Herbert Hardy | Progressiste-conservateur | 26 novembre 1980 | JR Messer démissionne                      |
| The Battlefords   | David Manly Miner  | Néo-démocrate             | 26 novembre 1980 | E Kramer se retire de la vie politique     |

Notes